# HMS Vanguard (1909)
«Вэнгард» (англ. HMS Vanguard; с англ. — «Авангард») — британский линейный корабль типа «Сент-Винсент». Участник Первой мировой войны, в частности — Ютландского сражения.

## Описание корабля
Линкоры-дредноуты типа «Сент-Винсент» были разработаны с учётом результатов строительства и эксплуатации линкоров-дредноутов типа «Беллерофон». Отличием было некоторое увеличение размеров, бронирования и установка более мощных орудий главного калибра Mark XI. «Вэнгард» имел полную длину 163 метра, водоизмещение 20 000 тонн, ширину 25,6 метра, осадку 8,5 метров. Корабль имел противоторпедную переборку, простирающуюся по всей длине корпуса и доходящую до двойного дна, как на линейных кораблях типа «Беллерофон». В 1910 году экипаж корабля состоял из 753 матросов и офицеров.

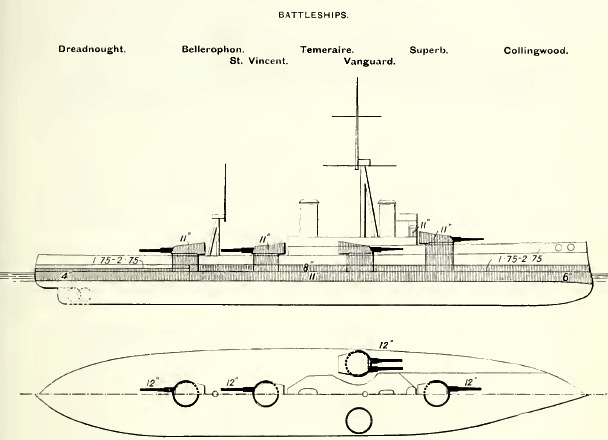

«Вэнгард» был оснащён двумя комплектами паровых турбин Парсонса, к которым подавался пар от 18 паровых котлов «Бабкок—Уилкокс». Турбины развивали мощность 24 500 л. с. (18 300 кВт), скорость корабля составляла 21 узел (39 километров в час). Во время морского перехода 17 декабря 1910 года была зафиксирована скорость 22,3 узла (41,3 километров в час). «Вэнгард» прошёл 6900 морских миль со скоростью 10 узлов (19 километров в час). Толщина пояса в районе миделя 254 мм.

### Вооружение.

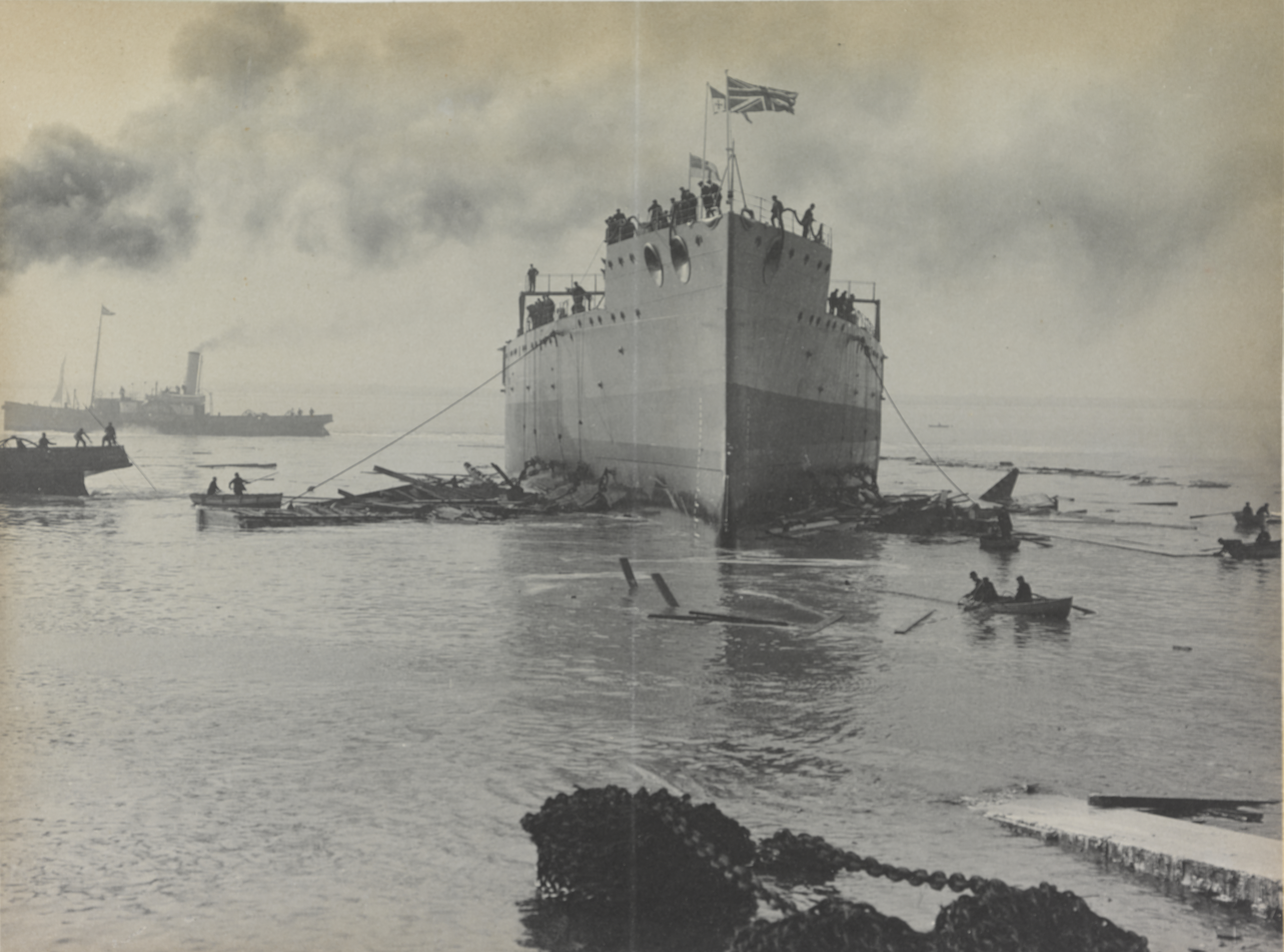
После спуска на воду, 22 февраля 1910 года

Вооружение корабля составляли десять 12-дюймовых (305 миллиметров) орудий Mark XI, размещенных попарно в пяти орудийных башнях. Три башни были расположены вдоль осевой линии корабля (носили индексы 'A', 'X', 'Y', считая от носа), по одной башне по левому и правому бортам ('P' и 'Q' соответственно). Вспомогательная артиллерия состояла из двадцати 4-дюймовых (102-миллиметровых) противоминных орудий Mark VII. Из двадцати 102-мм орудий восемь установили на крышах башен и двенадцать на надстройках. Во время переоборудования 1916 года противоминные пушки с башен сняли и перенесли на палубы мостиков и надстроек, а также установили щиты. В 1917 году часть орудий сняли, чтобы обеспечить вооружением малые корабли, осталось тринадцать пушек. Также были добавлены 76-миллиметровые зенитные пушки и установлены три 450-миллиметровых торпедных аппарата. В мае 1916 года перед Ютландским сражением на передней мачте смонтирован пост управления огнём. После было добавлено порядка 50 тонн брони. К апрелю 1917 года были установлены 13 4-дюймовых пушек для борьбы с торпедными катерами, а также одно 4-дюймовое и одно 3-дюймовое зенитное орудие.

## Служба

### До Первой мировой

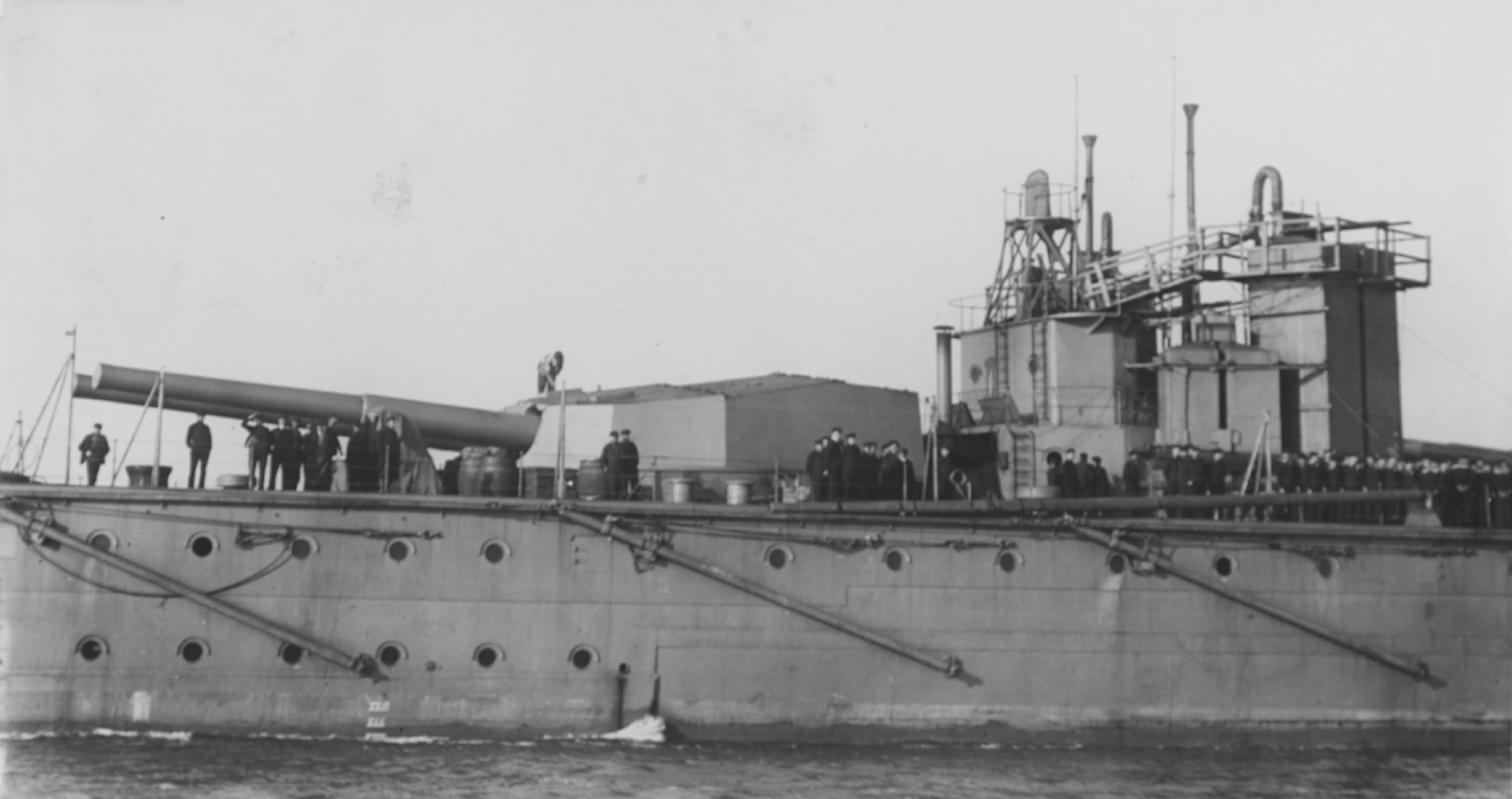
12″ кормовая башня и антиторпедные 4″ орудия. Фото приблизительно 1914 года

«Вэнгард» — восьмой корабль в Королевском флоте, который получил это имя. Был заказан к постройке 8 февраля 1908 года. Официальная закладка корабля прошла 2 апреля 1908 года, спущен на воду 2 апреля 1909 года, принят в списки флота 1 марта 1910 года. Включая вооружение, стоимость корабля составила, по разным оценкам, от 1 464 030 до 1 607 780 фунтов стерлингов. После ввода в строй командиром был назначен капитан Джон Юстас (John Eustace), корабль был придан 1-й дивизии Флота метрополии. Корабль принимал участие в торжественных мероприятиях, связанных с коронацией Георга V, в частности, в большом смотре флота 24 июня 1911 года, а также в совместных учениях с Флотом Атлантики за месяц до начала ремонта.

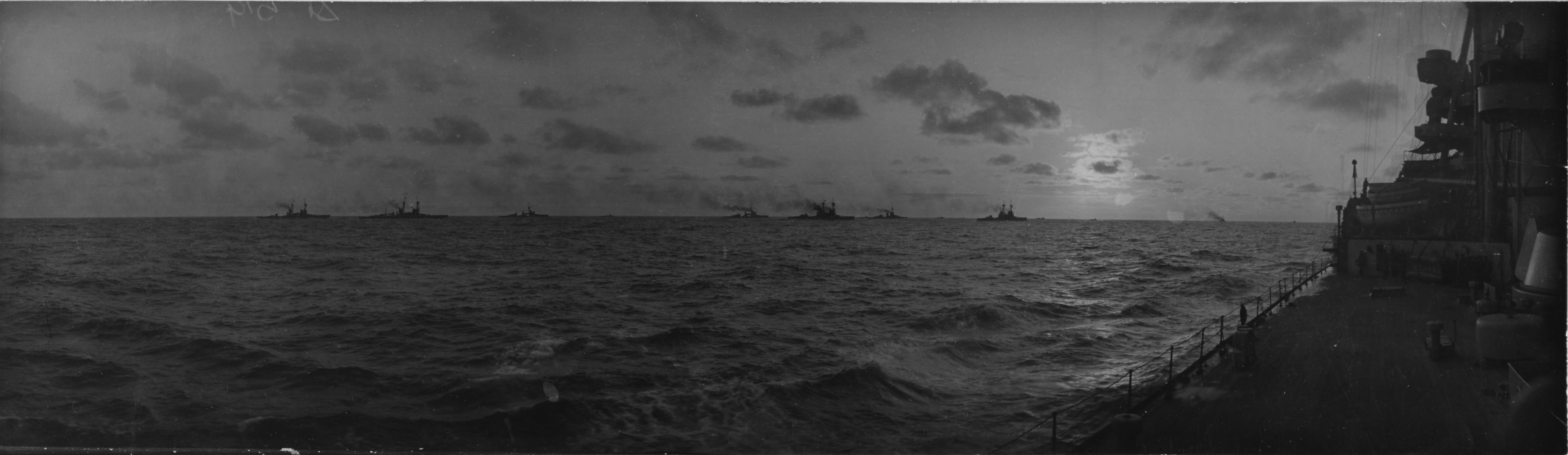
1-я линейная эскадра в море. 1915 год

После проведения ремонта корабль повторно вступил в строй 28 марта 1912 года и 1 мая переназначен в 1-ю линейную эскадру.

### Первая мировая война

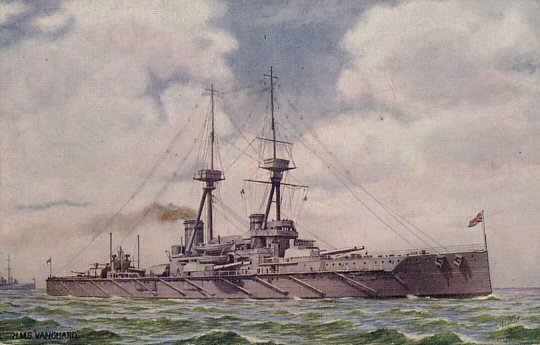

В период с 17 по 20 июля 1914 года на «Вэнгарде» проходили мероприятия по мобилизации и подготовке корабля к военным действиям. По прибытии в Портленд 27 июля ему было приказано через два дня присоединиться к Флоту Метрополии в Скапа-Флоу, чтобы защитить флот от возможной атаки немецкого флота. В августе 1914 года, после начала Первой мировой войны, Флот метрополии был реорганизован в Великий флот (Гранд Флит), командующим был назначен адмирал Джон Джеллико. 1 сентября Гранд Флит встал на якоре в Скапа-Флоу, легкий крейсер «Фалмут» обнаружил немецкую подводную лодку и поднял тревогу. «Вэнгард» также увидел перископ над поверхностью воды и открыл огонь. Но тревога оказалась ложной. 8—12 декабря 1-я эскадра в патрулировала акваторию к северо-западу от Шетландских островов, а также проводила артиллерийские стрельбы. Через четыре дня Гранд Флит попытался перехватить рейд немецких кораблей на Скарборо, Хартлпул и Уитби, но не смог обнаружить немецкий флот. «Вэнгард» в составе Гранд Флита провел 25—27 декабря ещё один рейд по Северному морю.
Весь 1915 год «Вэнгард» провёл в составе 1-й эскадры, предпринимая попытки перехвата немецких кораблей, сопровождая конвои, патрулируя акваторию Северного моря, а также проводя активные стрельбы и учения.
В апреле 1916 года «Вэнгард» был передан в 4-ю эскадру.

### Ютландское сражение

31 мая «Вэнгард», теперь под командованием кэптена Джеймса Дика, был восемнадцатым кораблем в строе эскадры. Вскоре после развертывания из походного строя в линию снаряды немецких орудий стали падать вблизи корабля. Во время первого этапа сражения, начиная с 18:32, корабль произвел 42 выстрела из орудий главного калибра по легкому крейсеру SMS «Wiesbaden», добившись нескольких попаданий. Между 19:20 и 19:30 «Вэнгард» вёл огонь по немецким кораблям, не добившись попаданий. Это был последний раз, когда корабль стрелял из своих орудий по противнику. В ходе битвы «Вэнгард» выпустил в общей сложности 65 снарядов повышенной мощности и 15 обычных двенадцатидюймовых снарядов, а также 10 снарядов из четырёхдюймовых орудий.

## Гибель
«Вэнгард» встал на якорь на рейде Скапа-Флоу в декабре. 9 июля 1917 года команда проводила обычные мероприятия по обслуживанию машин и механизмов находящегося на длительной стоянке корабля. В 23:20 произошел мощнейший взрыв, судно было разорвано на несколько частей и моментально затонуло. Было спасено только 3 человека. Погибло 843 человека, в том числе два австралийских кочегара с легкого крейсера HMAS «Sydney», отбывавших срок на гауптвахте линкора. Жертвой взрыва также стал капитан Кюсуке Это, военный наблюдатель от Императорского флота Японии, который был командирован в Королевский флот в рамках англо-японского альянса.
Комиссия по расследованию опросила множество свидетелей с ближайших судов, на которых могли видеть взрыв. Свидетели сошлись во мнении, что первым произошёл небольшой взрыв с белой вспышкой между передней мачтой и башней 'A'. За ним последовали два больших взрыва. Свидетели указывали, что главный взрыв был в районе башен 'P' и 'Q'. Взрывом много обломков закинуло на близлежащие корабли. Так, обломок размером 1,8 на 1,2 метра упал на дредноут «Беллерофон». На нём были обнаружены механизмы, выброшенные из орудийной башни 'A'. Это подтвердило мнение, что взрыв произошёл в носовой части. Было очевидно, что взорвался кордит в полузарядах, однако причины взрыва были не так очевидны. Одной из версий явилось то, что во время длительной стоянки из-за работы некоторых котлов поднялась температура в артиллерийском погребе 4″-орудий, что вызывало возгорание кордита и детонацию, которая привела к последовательной детонации в других артиллерийских погребах.
Останки корабля лежат на глубине 14,2 метра, до 1984 года место гибели не было объявлено военным захоронением и подвергалось постоянным атакам чёрных археологов и охотников за цветными металлами. Средняя часть корабля практически полностью уничтожена взрывом, бортовые башни отброшены взрывом на 40 метров. Корма и бак практически не пострадали. С 2002 года погружение к обломкам без разрешения британской стороны запрещено.